# Ante Jozić
Ante Jozić (ur. 16 stycznia 1967 w Trilju) – chorwacki duchowny katolicki, arcybiskup, nuncjusz apostolski.

## Życiorys
28 czerwca 1992 otrzymał święcenia kapłańskie i został inkardynowany do archidiecezji Split. W 1995 rozpoczął przygotowanie do służby dyplomatycznej na Papieskiej Akademii Kościelnej. W 1999 rozpoczął pracę w nuncjaturze apostolskiej w Indiach. Następnie był sekretarzem nuncjatur w Rosji (2003-2009). W 2009 został radcą nuncjatury na Filipinach.
2 lutego 2019 papież Franciszek mianował go nuncjuszem apostolskim na Wybrzeżu Kości Słoniowej oraz arcybiskupem tytularnym Cissa. Sakry miał udzielić mu 1 maja 2019 kardynał Pietro Parolin. 7 kwietnia 2019 brał jednak udział w wypadku samochodowym nieopodal Splitu, w którym śmierć poniosła jedna osoba, a sam nominat trafił do szpitala w stanie krytycznym. 28 października 2019 nowym nucjuszem apostolskim na Wybrzeżu Kości Słoniowej został mianowany Paolo Borgia. 22 stycznia 2020 spotkał się z papieżem Franciszkiem, po czym sakry biskupiej miał mu udzielić 21 marca 2020 w bazylice św. Piotra kardynał Pietro Parolin, jednak ten termin również został zmieniony z powodu pandemii COVID-19 we Włoszech.
21 maja 2020 papież Franciszek mianował go nuncjuszem apostolskim na Białorusi. Sakrę biskupią przyjął ostatecznie 16 września 2020 w kościele Świętej Rodziny w Solinie z rąk kardynała Pietro Parolina.
28 czerwca 2024 został mianowany nuncjuszem apostolskim w Gruzji i Armenii.